# Dominika Valachová
Dominika Valachová (* 4. Juni 1986 in Komárno) ist eine slowakische Volleyballspielerin.

## Karriere
Valachová begann ihre Karriere beim Verein ihrer Heimatstadt Komárno. 2003 wechselte sie zu ŠG Nitra. Nach drei Jahren ging sie 2006 zu Doprastav Bratislava. 2012 wurde sie als Volleyballerin des Jahres ausgezeichnet. Im gleichen Jahr wechselte Valachová zum rumänischen Erstligisten Dinamo Bukarest. Mit dem Verein spielte sie in der Champions League. 2013 wurde die Libera der slowakischen Nationalmannschaft vom deutschen Bundesligisten Ladies in Black Aachen verpflichtet. Mit Aachen erreichte sie 2014 das Halbfinale um die deutsche Meisterschaft. In der Saison 2015/16 stand sie mit den Ladies in Black im DVV-Pokalfinale, das gegen Allianz MTV Stuttgart 2:3 verloren ging. Beides zählt zu den größten Erfolgen im Aachener Volleyball. In der Bundesliga-Saison 2015/16 schieden die Aachenerinnen in den Pre-Playoffs aus und mussten Insolvenz anmelden, woraufhin Valachová den Verein verließ. Von 2016 bis 2018 spielte sie dann noch in der ersten französischen Liga bei Vandoeuvre Nancy, bevor sie ihre aktive Karriere beendete.